# 太田資始
太田 資始（おおた すけもと）は、江戸時代後期の大名、老中。遠江国掛川藩5代藩主。官位は従四位下・侍従、備後守、備中守。掛川藩太田家9代。

## 生涯
近江国宮川藩主・堀田正穀の三男。初名は正寛。文化7年（1810年）8月11日、太田資言の末期養子（娘婿）となり、遠江掛川藩主を継ぐ。文化9年（1812年）9月15日、将軍・徳川家斉に拝謁する。文化10年12月16日（1814年2月5日）、従五位下・備中守に叙任する。文政元年（1818年）10月24日、奏者番に就任する。

### 水野忠邦との確執
11代将軍・徳川家斉の側近として寺社奉行、京都所司代、大坂城代などを歴任し、天保5年（1834年）に老中となったが、老中首座の水野忠邦と合わず、上知令、出羽国庄内藩転封、倹約令などにその都度反対を標榜した。また、忠邦を幕閣を追放せんとして策謀をめぐらし、水戸に帰国していた常陸国水戸藩主・徳川斉昭に出府を要請し、斉昭を背後から操って忠邦の天保の改革を潰そうと画策した。
しかし斉昭が出府を拒否した上、忠邦にこの動きが漏れ、逆に資始のほうが天保12年（1841年）6月、老中から罷免され隠居した。跡は長男の資功が継いだ。その後、道醇と号した。

### 老中再任
次に老中に再任されたのが安政5年（1858年）である。大老・井伊直弼は堀田正睦、松平忠固を罷免し、代わりに資始、間部詮勝、松平乗全ら老中経験者3人を老中に起用した。既に家督を譲った隠居を老中に起用するのは大変異例なことであった。隠居のため役領3万俵を支給された。しかし、ここでも資始と直弼は尊王倒幕志士らの弾圧をめぐって意見が対立した。安政6年（1859年）、再び老中を罷免された。

### 三度老中に
文久3年（1863年）に3度目の老中就任をしたが、在職1か月で辞職した。幕府はなおも老練な資始を老中に迎えようとしたが、話がまとまらないうちに死去した。

## 人物
- 天保期の大儒・松崎慊堂は、資始が直言抗弁の士を好み、「我を怒らせる者は忠臣なり」として、侍臣の諌争を奨励したと語っている。
- 資始が可愛がっていた愛馬が死んでひどく嘆いていると、侍臣が憂えて種々の手段で慰めようとした。このため資始はこれを恥じ、侍臣を集めて「これまで大切な家臣が多く死んだのを嘆いたことがないのに、馬ごときに嘆くのは物の軽重を誤るものであり、人君たる者のすべきことではない」と言い、二度と死んだ馬のことを口に出すことはなかったという。
- 山田三川の『想古録』では、上記の二つの逸話に「掛川侯、人君たるの器量あり」と表題をつけて収録している。
- 大坂町奉行所の与力であった大塩平八郎は、資始が大坂城代であった頃に面識があり、後に資始が京都所司代在任中の天保4年（1833年）に著書『洗心洞箚記』を上呈している。潔癖で狷介な大塩は決して権力者に媚びることはなく、4年後の天保8年（1837年）に大坂東町奉行の跡部良弼との確執が元で大塩平八郎の乱を起こしている。
- 大塩は乱の直前に老中など幕閣の要人たちの賄賂や不正無尽などの悪行を糾弾する建議書を、旧知の林述斎宛て飛脚便で江戸に送付した。老中および西の丸老中6人の中で、大塩から糾弾されなかった者は資始と脇坂安董の2人だけである。安董は寺社奉行から西の丸老中格となったために大坂表に赴任したことがなく、大塩との接点がなかった。糾弾された4人は資始と同様に大坂城代を歴任している。

## 年譜
- 寛政11年（1799年） 生誕
- 文政5年（1822年） 寺社奉行（7月17日）
- 文政11年（1828年） 大坂城代（11月22日）
- 天保2年（1831年） 京都所司代
- 天保5年（1834年） 西の丸老中
- 天保8年（1837年） 本丸老中（4月2日）
- 天保12年（1841年） 老中免職、隠居（6月3日）
- 安政5年（1858年） 老中に再任（6月23日）
- 安政6年（1859年） 老中免職（7月23日）
- 文久3年（1863年） 老中に3度目の就任（4月27日）、1ヶ月で辞任（5月14日）
- 慶応3年（1867年） 死去。享年68。

## 系譜
父母
- 堀田正穀（実父）
- 太田資言（養父）

正室、継室
- 太田資言の娘（正室）
- 良 ー 上杉斉定の六女?（継室）

子女
- 太田資功（長男）
- 秋元礼朝[1]（五男）生母は良（継室）[2]
- 内藤政挙（六男）[3]
- 太田資美（七男）[4]
- 宝 ー 松平忠礼正室（次女）
- 籌 ー 牧野忠雅の養女、牧野忠恭正室
- 相馬充胤継々室
- 太田短子 ー 黒田直和正室
- 松平忠誠正室

## 登場作品
小説
- 『天保図録』（1964年-1965年、松本清張）

テレビドラマ
- 『花の生涯』（1963年、NHK大河ドラマ、演:西山辰夫）
- 『翔ぶが如く』（1990年、NHK大河ドラマ、演:ト字たかお）